# Pijalnie Czekolady Wedel
Pijalnie Czekolady Wedel – sieć sklepów Lotte Wedel Sp. z o.o. proponująca wyroby czekoladowe i cukiernicze. Współcześnie w Polsce jest ich 34 (stan na 2025), funkcjonują jako pijalnie (obsługa na miejscu) i sklepy zarówno własne, jak i franczyzowe.

## Historia
W 1851 działający dotychczas w spółce Karol Wedel usamodzielnił się i w kamienicy przy ul. Miodowej 12 (na rogu ul. Kapitulnej, vis-à-vis kościoła kapucynów) w Warszawie otworzył własny sklep, a przy nim parową fabrykę czekolady. Produkował karmelki, ciasta i figurki cukrowe, czekoladę twardą oraz czekoladę do picia (już w 1851 serwowano jej 400–500 filiżanek dziennie). W cukierni podawano również herbatę, kakao, poncz, likier, syrop słodowy i inne napoje oraz słodycze.
Ze względu na wzrost popytu w 1865 zakład planowano rozbudować. Dlatego Emil Wedel, syn Karola, przeniósł przedsiębiorstwo na ul. Szpitalną 4/6/8. W 1879 uruchomiono tam fabrykę czekolady. W 1894 w narożniku ulic Szpitalnej i Hortensji (obecnie Górskiego) otwarto „staroświecki sklep” – sklep fabryczny, przy którym powstała pijalnia czekolady (istnieje tam również współcześnie). Sklep ulokowano w trzypiętrowej kamienicy będącej własnością Wedlów. Budynek poświęcił pastor Wilhelm Piotr Angerstein, szwagier Emila Wedla.
W okresie międzywojennym „Staroświecki sklep” Wedla w Warszawie był uważany za miejsce wyjątkowe. W 1937, kiedy Jan Wedel planował odnowić i unowocześnić sklep, zaprotestowali pisarze i dziennikarze m.in. z wpływowych wtedy „Wiadomości Literackich”. W sprawie wypowiadali się m.in. M. Kuncewiczowa, K.W. Zawodziński i A. Sobański. Pisano listy otwarte, zwracano uwagę na ogromną wartość historyczną architektury sklepu, wnętrza z elementami art-nouveau oraz charakterystyczną atmosferę panującą w sklepie. Apel poparły rzesze warszawiaków. W rezultacie Jan Wedel nie przebudował sklepu. Listy publikowane w „Wiadomościach Literackich” zainspirowały firmę do ogłoszenia konkursu na najładniejsze wspomnienie związane ze staroświeckim sklepem E.Wedla w Warszawie. W konkursie zwyciężył Jarosław Iwaszkiewicz, a przedmowę napisał Julian Tuwim. W 1938 ukazał się tom opowiadań Staroświecki sklep.
Od 2004 zaczęły powstawać, wzorowane na tradycji wciąż istniejącego „Staroświeckiego Sklepu”, pijalnie czekolady E. Wedel. Przy ul. Szpitalnej 8 w Warszawie w 2016 w zabytkowej kamienicy Emila Wedla powstała Pracownia Czekolady oraz Pracownia Ręcznej Produkcji Rarytasów). Działa też Klub Miłośników Czekolady.
W 2020 uruchomiono oficjalny sklep internetowy Pijalni Czekolady E.Wedel.

## Produkty
Pijalnie oferują menu na miejscu oraz wszystkie produkty spółki, jak również karty prezentowe, kosze i zestawy prezentowe.